# Dr Jekyll och mr Hyde

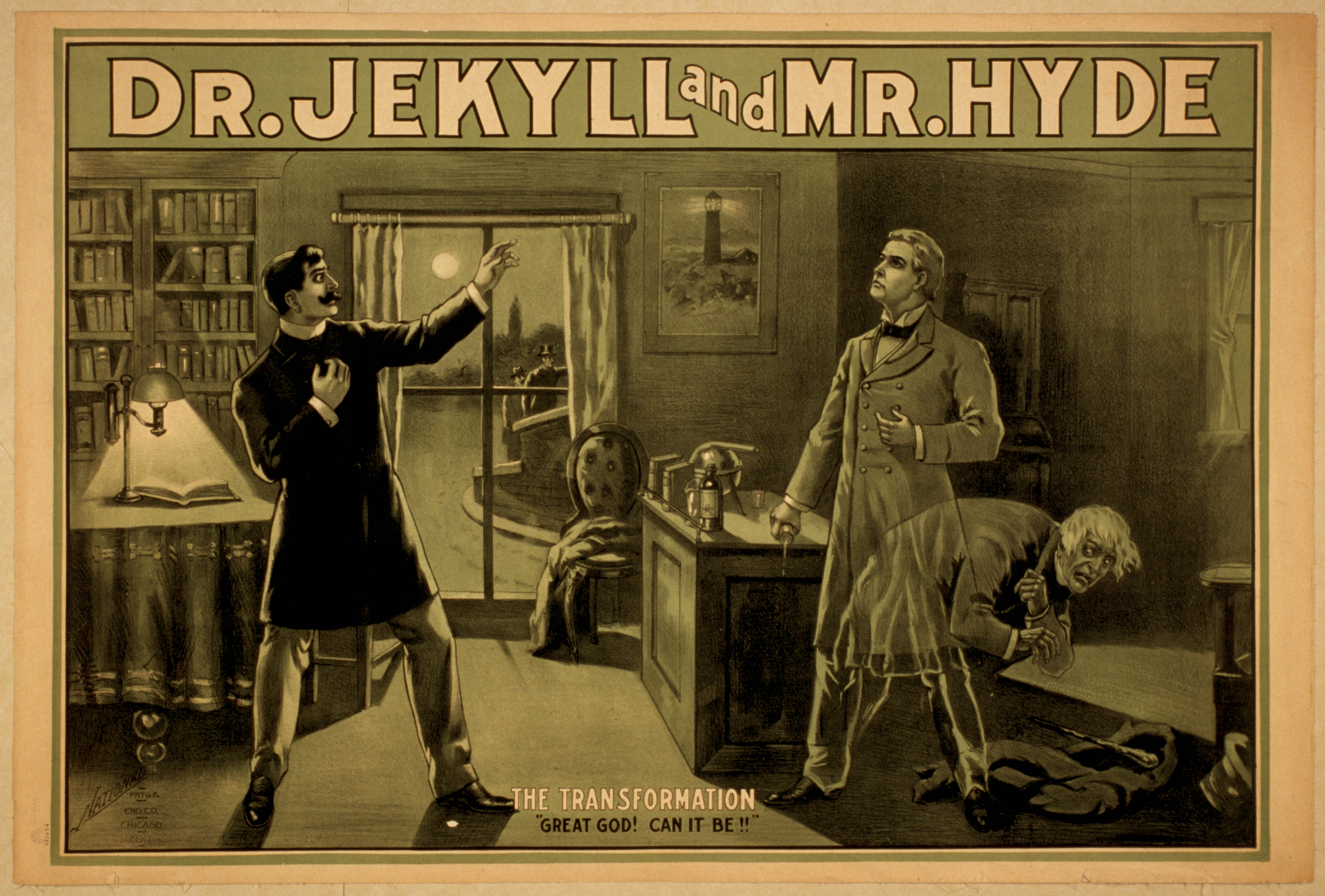
En affisch för en filmatiserad version.

Dr Jekyll och mr Hyde (originaltitel: Strange Case of Dr. Jekyll and Mr. Hyde, "Sällsamma fallet dr Jekyll och mr Hyde") är en kortroman skriven av Robert Louis Stevenson, publicerad 1886 genom förlaget Longmans, Green & Co.
Den gavs ut första gången på svenska 1897 med titeln Hemligheten med doktor Jekyll.

## Handling
Romanen utspelar sig i England på 1800-talet och handlar om den trevlige och skötsamme dr Henry Jekyll. Dr Jekylls vänner blir förvånade när denna respektabla doktor börjar umgås med en konstig, ful, liten man som gjort sig skyldig till att ha trampat ner ett barn på gatan. Inte nog med att de båda är vänner, Jekyll har dessutom testamenterat allt i sin ägo till denne märklige mr Edward Hyde.
Det visar sig att mr Hyde är dr Jekyll själv efter att han intagit ett egenhändigt uppfunnet elixir, som tycks släppa fram hans mest primitiva och brutala sidor. Dr Jekyll blir beroende av att kunna göra vad han vill i någon annans skepnad. Förvandlingens lockelse är för stark och han kan inte sluta använda elixiret. Berättelsen handlar om människans inneboende förmåga till både ont och gott.

## Bakgrund
En inspirationskälla till romanen kan ha varit den skotske möbelsnickaren William Brodie (1741–1788), som på dagarna var en respektabel yrkesman och på nätterna en ledare för en bankrånarliga. Brodie blev hängd år 1788 för sina brott.

## Andra adaptioner

### Filmatiseringar
Romanen har gett upphov till flera filmer, den första spelades in redan 1908. Versionen som gjordes 1931 förnyade filmspråket och huvudrollsinnehavaren Fredric March fick en Oscar för sin övertygande gestaltning av dubbelrollen som Dr Jekyll/Mr Hyde. I filmen Dr. Jekyll och Mr. Hyde från 1941 innehade Spencer Tracy titelrollen och Ingrid Bergman den kvinnliga huvudrollen. Ytterligare ett antal filmer har inspirerats av romanen, till exempel Dr. Jäkel och Mr. Hyde (1963) av och med Jerry Lewis, vilken är en parodi på historien. Filmen fick en nyinspelning 1996 som Den galna professorn, med Eddie Murphy. Dr Jekyll och Mr Hyde har även varit med i filmen The League of Extraordinary Gentlemen (2003).
TV-serien Jekyll spelades in i sex delar 2007 med James Nesbitt i huvudrollen och är en av Steven Moffat uppdaterad version av boken Dr. Jekyll och Mr. Hyde, förlagd till nutida England.
I filmen The Mummy från 2017 spelar Russel Crowe karaktären Dr. Jekyll.

### Musikal
Också en musikal, Jekyll & Hyde – the musical, har sitt ursprung från Stevensons alster.

### Spel
I slutet av 1980-talet gjordes ett NES-spel, Dr. Jekyll and Mr. Hyde, baserat på romanen.

## I populärkulturen
Dr Jekyll och mr Hyde är ett begrepp som kan förekomma i lite olika sammanhang. Bland annat sjunger Abba om det i låten Me and I. 